# Honeymoon in Copenhagen
|  | Denne artikel er oprettet af botten Steenthbot ud fra en ekstern database. Den kan derfor have sproglige fejl eller mangler. Denne skabelon kan fjernes efter kontrol af indholdet. |

Honeymoon in Copenhagen er en dansk dokumentarfilm fra 1959 instrueret af Olle Comstedt og efter manuskript af Klaus Rifbjerg.

## Medvirkende
- Lone Bastholm
- Johan Klinge